# 北威爾特郡 (英國國會選區)
北威爾特郡（英語：North Wiltshire），1983年前稱為奇彭勒姆，英國國會一郡選區，位於英格蘭西南部威爾特郡西北部，包括威爾特郡北大部。
創設於1832年，1885年被撤銷，應選兩席，自1983年恢復後一直支持保守黨。2010年大選中自1997年以來任下議院議員的詹姆斯·格雷以51.6%選票成功連任。